# Mormaison
Mormaison ist eine ehemalige französische Gemeinde mit 1205 Einwohnern (Stand: 1. Januar 2022) im Département Vendée in der Region Pays de la Loire; sie gehörte zum Arrondissement La Roche-sur-Yon und zum Kanton Aizenay. Die Einwohner werden Mormaisonnais und Mormaisonnaises genannt.
Mit Wirkung vom 1. Januar 2016 wurden die ehemaligen Gemeinden Mormaison, Saint-André-Treize-Voies und Saint-Sulpice-le-Verdon zu einer Commune nouvelle unter dem Namen Montréverd zusammengelegt.

## Geographie
Mormaison liegt etwa 30 Kilometer nördlich von La Roche-sur-Yon am Issoire.

## Bevölkerungsentwicklung
| Jahr                       | 1962 | 1968 | 1975 | 1982 | 1990 | 1999 | 2006 | 2012  | 2020  |
| Einwohner                  | 905  | 924  | 780  | 806  | 820  | 853  | 987  | 1.070 | 1.224 |
| Quellen: Cassini und INSEE |      |      |      |      |      |      |      |       |       |

## Sehenswürdigkeiten

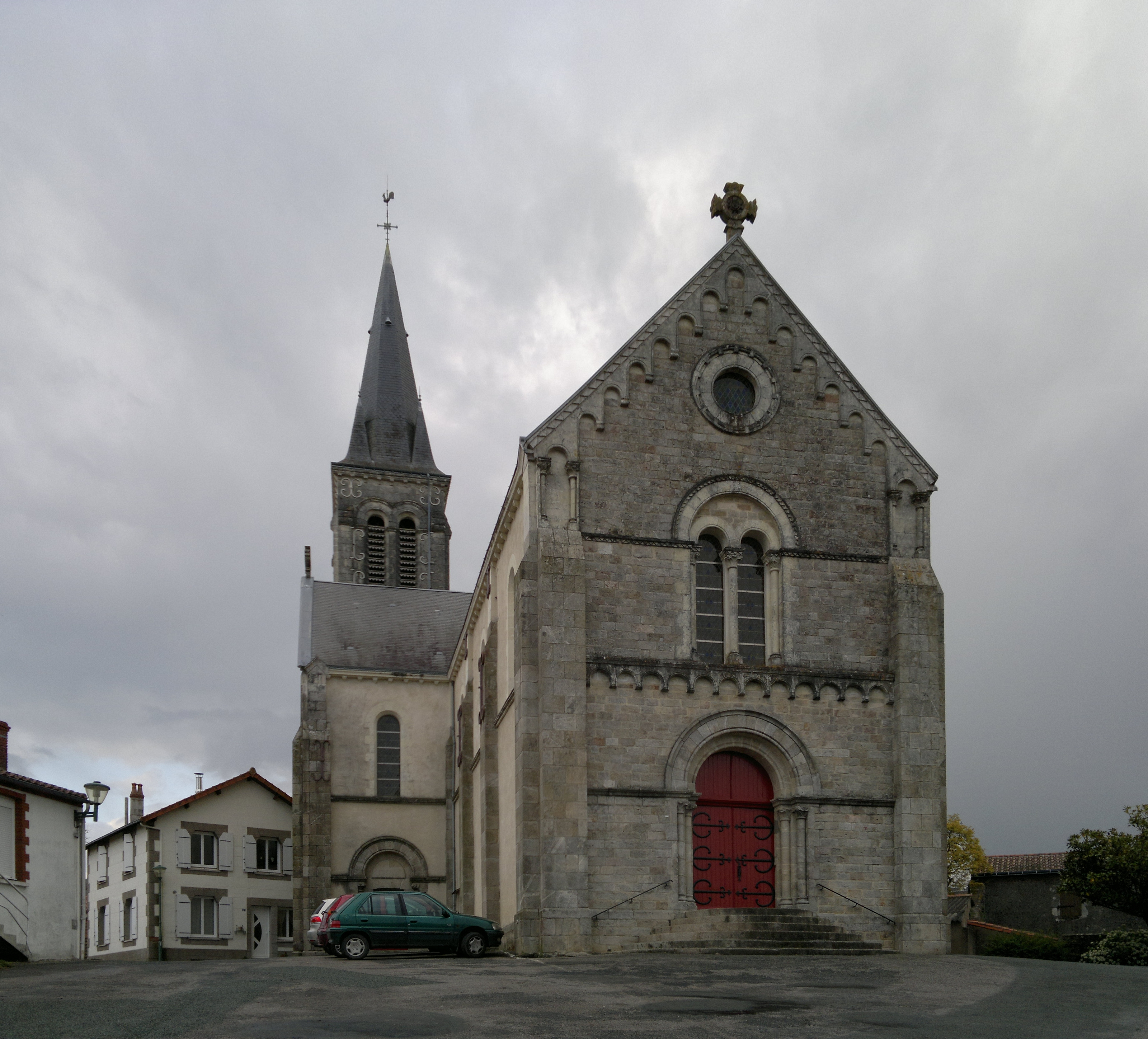
Kirche Notre-Dame-de-l'Assomption

- Kirche Notre-Dame-de-l'Assomption
- Schwesternkonvent Sacré-Cœur
- Kapelle La Salette